# Pierre de Coubertin
Pierre de Frédy, Baron de Coubertin (Párizs, 1863. január 1. – Genf, 1937. szeptember 2.) francia pedagógus, történész, sportvezető, a Nemzetközi Olimpiai Bizottság egyik alapítója, 1896 és 1925 között elnöke.

## Élete
Coubertin Versailles mellett született, szülei: Charles Louis de Frédy és Agathe-Gabrielle de Mirville. Ősi nemes családjának eredete a római de Fredis-családig (Felice de Fredis, a Laokoón-csoport megtalálója) vezethető vissza.
A Sorbonne-on művészetet, filológiát és jogtudományt tanult. Tanulmányúton járt Kanadában, az USA-ban és Angliában is. Itt hallott először Thomas Arnold gondolatáról. Ezután meggyőződésévé vált, hogy a nevelésben az új út a követendő, és az egész emberiséget át akarta formálni a test, a lélek, és a szellem egységében. 1880-ban meg is alakította a Nemzeti Ligát a testnevelésért, 1888-ban sportpropaganda-bizottságot hozott létre.
1880-ban – az archeológusok az antik görög olimpiával kapcsolatos legújabb kutatásainak hatására – az olimpiai játékok újjáélesztését szorgalmazta, ami a nemzetek önösségén átívelve hozzájárulna a békéhez és ahhoz, hogy a nemzetek könnyebben megérthessék egymást. Coubertin elképzelése szerint csak felnőtt férfi sportolók vehetnének majd részt a tornán, az antik példának megfelelően. A nőket azonban nem lehetett hosszú ideig kizárni a versenyekből az egyre inkább emancipálódó világ miatt. Coubertin kezdeményezte az antik olimpiák öttusa versenyeinek analógiájára az – (akkori) modern kornak megfelelő – modern pentatlon vagyis öttusa versenyeket. A próbák egy hírvivő által leküzdendő feladatokat jelképezik: lovaglás, párbajlövés, párbajvívás, úszás és futás.
Coubertin a Union des Sociétés Françaises de Sports Athlétiques (Francia Atlétikai Egyesületek Uniója) nevű francia sportszervezet főtitkára is volt.
1894. június 23-án a görög Dimítriosz Vikélasszal együtt megalapította a Nemzetközi Olimpiai Bizottságot, amelynek főtitkára, később (1896–1925) elnöke lett.
Az 1912-es olimpia művészeti versenyében ő maga is indult, álnéven benyújtott Óda a sporthoz című versével sikerült is nyernie.

## Idézetek
Neki tulajdonítják a következő idézeteket:
- „Nem a győzelem, hanem a részvétel a fontos!”
- „Gyorsabban, magasabbra, erősebben!”

Egyik idézet sem Coubertintől származik: az első nevezetes mondást Ethelbert Talbot, Közép-Pennsylvania episzkopiális (anglikán) érseke mondta el az 1908-as londoni olimpia előestéjén, a versenyzők számára rendezett misén a Szent Pál katedrálisban. A második idézet Henri Didon domonkos pátertől, Coubertin barátjától származik.

## Magyarul
- Sportpedagógia; ford. Kovács Rezső; fordítói, Bp., 1931 (Országos Testnevelési Tanács könyvtára)

## Galéria

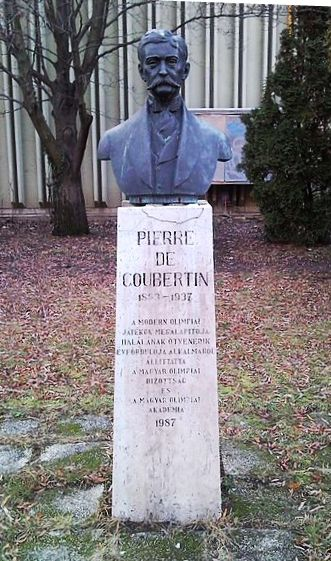
Emlékoszlopa a "TF" kertjében
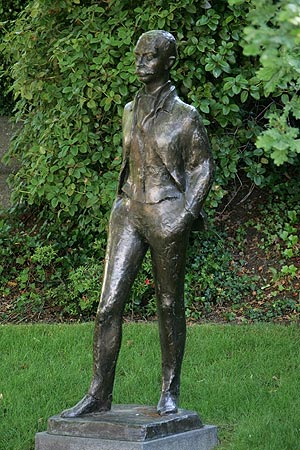
Szobra Lausanne-ban
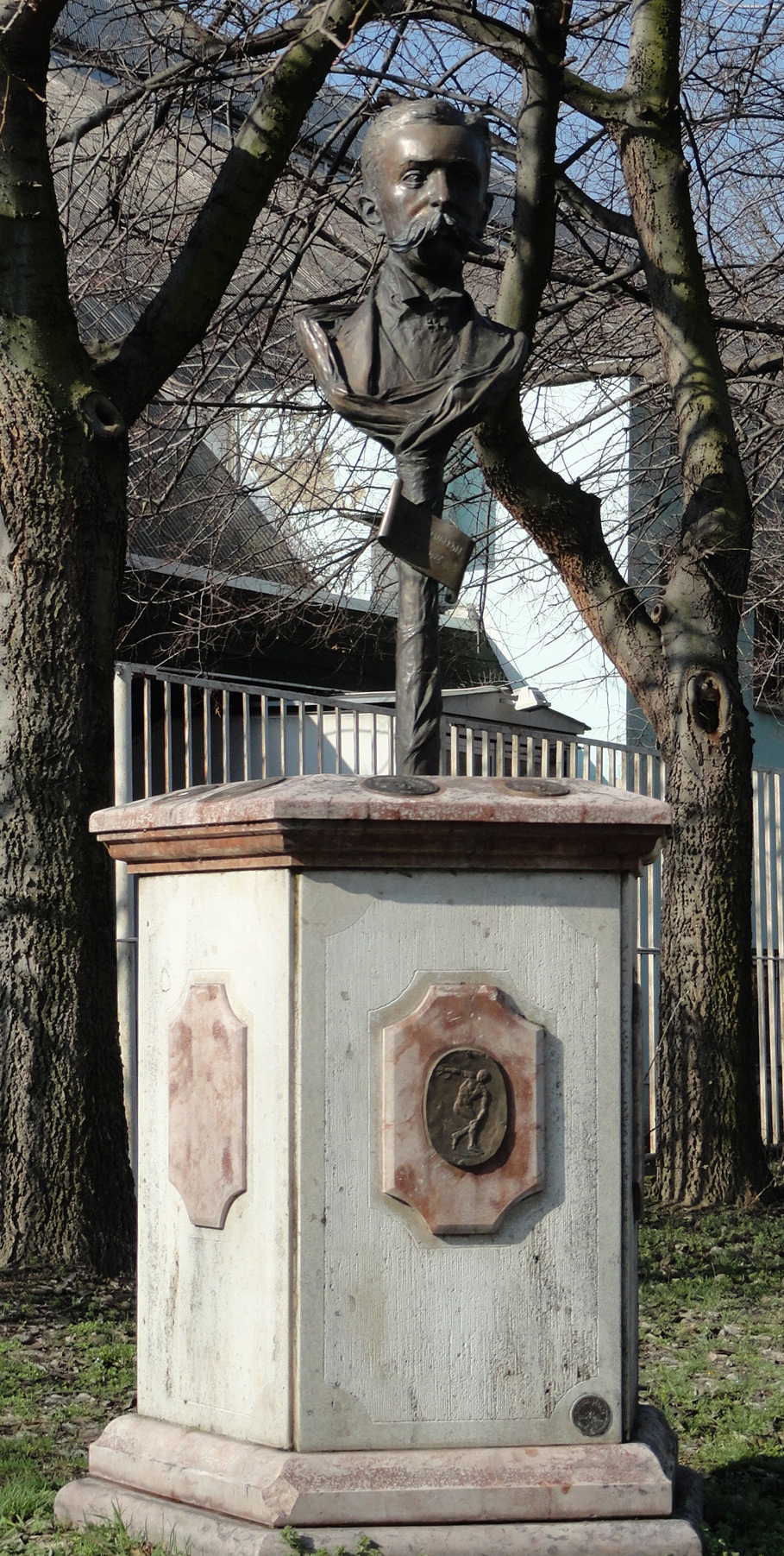
Mellszobra az FTC népligeti sportközpontjában